# Attentato della stazione di Binyamina
L'attentato della stazione di Binyamina fu un attentato suicida palestinese avvenuto vicino alla stazione ferroviaria di Binyamina nella città di Binyamina-Giv'at Ada, in Israele, il 16 luglio 2001.
Il gruppo "Guerra Santa Islamica" rivendicò la responsabilità per l'attacco.

## L'attacco
L'attentatore suicida era il ventenne Nidal Shaduf, di un villaggio vicino a Jenin. Dopo essersi infiltrato in Israele, entrò a Binyamina. Venne teorizzato che avesse intenzione di farsi saltare in aria all'interno della stazione ferroviaria affollata, ma che avrebbe scoperto che non poteva entrare a causa della forte presenza della polizia e delle rigorose misure di sicurezza. Di conseguenza, si fece esplodere alla fermata dell'autobus di alcuni soldati vicino alla stazione ferroviaria, aspettando che iniziasse a riempirsi di gente prima di esplodere.
L'attentatore suicida si fece esplodere alle 19:35. Due soldati delle forze di difesa israeliane (IDF) furono uccisi e 11 persone rimasero ferite, due delle quali gravemente.

### Vittime
- Sergente maggiore Avi Ben-Harush, 20 anni, di Zikhron Ya'aqov;[4]
- Caporale Hanit Arami, 19 anni, di Zikhron Ya'aqov.[5]

## Conseguenze
Le forze di sicurezza israeliane bloccarono immediatamente tutto il traffico ferroviario tra Tel Aviv e Haifa. La polizia israeliana allestì un rastrellamento per catturare un veicolo che era stato visto far scendere il bombardiere, utilizzando auto di pattuglia, forze speciali ed elicotteri, ma senza successo. Diversi palestinesi presenti illegalmente in Israele furono arrestati nell'area e presi in custodia.
L'IDF rispose attaccando, principalmente con il fuoco di carri armati, le installazioni di sicurezza dell'Autorità Palestinese e le posizioni della Forza 17. Elicotteri israeliani colpirono anche una casa a Betlemme appartenente a militanti di Fatah, uccidendone 4.